# EMD MP15AC
Az EMD MP15AC 1500 hp (1100 kW) névleges teljesítményű dízel-elektromos tolatómozdony-sorozat, az EMD MP15DC váltóáram-egyenáram átalakítós verziója, melyet 1975 augusztusa és 1984 augusztusa között gyártott a General Motors Electro-Motive Division. A mozdonyból összesen 246 példányt gyártottak, ebből huszonötöt Mexikóba exportáltak, míg négyet Kanadában építettek.

## Fejlesztés
Az MP15DC alapfelszereltségébe tartozó Blomberg B forgóvázak akár 60 mph (97 km/h) vonali sebességre is képesek, lehetővé téve ezzel a mozdony vonali teherforgalomban való használatát. Hamarosan igény mutatkozott egy fejlett váltóáramú hajtásrendszerrel ellátott modellre. Az MP15AC az MP15DC egyenáramú generátorát egy váltakozó áramot termelő generátorral váltotta fel, amelyet szilícium egyenirányítóval alakítottak át egyenárammá a vontatómotorok számára. Az MP15AC 1,5 ft (457 mm) hosszabb, mint az MP15DC, mivel a többlet hely az egyenirányító berendezés miatt szükséges. A generátor-egyenirányító kombináció megbízhatóbb, mint a generátor, és ez a berendezés az új dízel-elektromos mozdonyok szabványává vált.
Az MP15AC könnyen megkülönböztethető az egyenáramú modellektől. Az összes korábbi EMD-tolatómozdonynál használt, elöl elhelyezett hűtőszívó és szíjhajtású ventilátor helyett ezeknél a tolatómozdonyoknál a hűtőszívó az orr alsó, elülső oldalán található, és elektromos ventilátorok vannak. Az oldalsó szívónyílások lehetővé tették, hogy az egység hűvösebb levegőt szívjon be, és az elektromos ventilátorok javítottak a korábbi váltóáramos gépeknél tapasztalt komoly megbízhatósági problémán.

## Motor
Az MP15AC a 645E sorozatú motor 12 hengeres változatát használja, amely 1500 lóerőt fejleszt 900 fordulat/perc fordulatszámon. Az SW1500-ban bevezetett motor kétütemű, 45 fokos V-típusú, 9 1⁄16 hüvelykes furatú × 10 hüvelykes löketű, ami hengerenként 645 köbcentiméteres lökettérfogatot eredményezett. Az 1966-ban bevezetett 645-ös sorozat volt az EMD standard motorja az 1980-as évekig.

## Eredeti tulajdonosok
A típus hat legtöbb példányát rendelő vásárlója, a Milwaukee (64), a Southern Pacific (58), a Seaboard Coast Line Railroad (45), a Nacionales de México (25), a Long Island (23) és a Louisville & Nashville (10) az 1970-es évek folyamán mind AR10 típusú egyenirányítóval szerelt vonali mozdonyokat szereztek be, így a hasonló berendezésekkel ellátott MP15AC-t könnyedén jó állapotban tudták tartani. A többi 36 példányt 8 másik társaság vásárolta meg.

## Fordítás
- Ez a szócikk részben vagy egészben  az   EMD MP15AC című angol Wikipédia-szócikk ezen változatának fordításán alapul.  Az eredeti cikk szerkesztőit annak laptörténete sorolja fel. Ez a jelzés csupán a megfogalmazás eredetét és a szerzői jogokat jelzi, nem szolgál a cikkben szereplő információk forrásmegjelöléseként.